# Cyclochernes montanus
Cyclochernes montanus es una especie de arácnido del orden Pseudoscorpionida de la familia Chernetidae, la única del género Cyclochernes.

## Distribución geográfica
Se encuentra en las Islas Salomón.